# Limnellia anna
Limnellia anna är en tvåvingeart som beskrevs av Cresson 1935. Limnellia anna ingår i släktet Limnellia och familjen vattenflugor. Inga underarter finns listade i Catalogue of Life.